# Tennis de table aux Jeux paralympiques d'été de 2020
Navigation
Rio de Janeiro 2016 Paris 2024
Les épreuves de tennis de table des Jeux paralympiques d'été de 2020 qui devaient avoir lieu du 26 août 2020 au 4 septembre 2020 à Tokyo au Gymnase métropolitain ont été reportées à 2021.
Les compétitions concernent les handicaps physiques (avec ou sans fauteuil) et une catégorie concerne les handicaps intellectuels. La compétition se déroule en deux phases comme aux jeux olympiques, avec une première compétition individuelle par classe, puis des épreuves par équipes couvrant plusieurs classe mais non mixte. Deux épreuves par équipes ont été ajoutées : classe 8 masculine et une distinction pour féminines pour les joueuses debout.
Il n'y a pas le même nombre d'épreuves entre les hommes et les femmes :
- En individuel féminin, une épreuve regroupe les tétraplégiques (classe 1 et 2)
- En équipe féminin, la classe 3 est regroupée avec les classes 1 et 2
- En équipe féminin, la classe 8 est regroupée avec les classes 9 et 10

Il n'y a pas de compétition par équipe pour les déficients intellectuels.

## Classification
Les joueurs de tennis de table sont classés en fonction de leur degré de handicap, le système de classification permet aux joueurs de rivaliser avec les autres avec le même niveau de fonction.
La classification des handicaps en tennis de table. est :
- Classes 1 à 5 : Joueurs en fauteuil
  - TT1 : Tétraplégique  (atteint  aux  4  membres)  parfois  en  fauteuil  électrique,  raquette attachée dans la main.
  - TT2 : Tétraplégique plus autonome, raquette également fixée dans la main.
  - TT3 : Paraplégique (atteint aux membres inférieurs) ayant une perte important d’équilibre.
  - TT4 : Paraplégique ayant une meilleure stabilité du tronc.
  - TT5 : Para-polio ou handicap divers ne permettant pas la pratique en position debout.
- Classes 6 à 10 : Joueurs debout
  - TT6 : Handicap des membres inférieurs associé à minimum un membre supérieur.
  - TT7 : Handicap du bras qui tient la raquette.
  - TT8 : Handicap important sur un ou deux membres inférieurs qui gène le déplacement.
  - TT9 : Handicap sur un membre inférieur qui permet néanmoins un bon déplacement.
  - TT10 : Handicap du bras qui ne tient pas la raquette.
- Classe 11 : Joueurs avec déficience intellectuelle
  - TT11 :

## Calendrier
|  | Jour de compétition |  | Jour de finale | 4 | Nombre de finales |

| Indiv.     | Indiv.     | Indiv.     |  |  |  | 5 | 8 | 8 |  |  |   |   |
| Par équipe | Par équipe | Par équipe |  |  |  |   |   |   |  |  | 5 | 5 |

## Résultats

### Podiums masculins
| Classe 1                   | Joo Young-dae (KOR)                       | Kim Hyeon-uk (KOR)                                     | Thomas Matthews (GBR)                                    |  |  |  |
| Classe 1                   | Joo Young-dae (KOR)                       | Kim Hyeon-uk (KOR)                                     | Nam Ki-won (KOR)                                         |  |  |  |
| Classe 2                   | Fabien Lamirault (FRA)                    | Rafal Czuper (POL)                                     | Park Jin-cheol (KOR)                                     |  |  |  |
| Classe 2                   | Fabien Lamirault (FRA)                    | Rafal Czuper (POL)                                     | Cha Soo-yong (KOR)                                       |  |  |  |
| Classe 3                   | Feng Panfeng (CHN)                        | Thomas Schmidberger (GER)                              | Zhai Xiang (CHN)                                         |  |  |  |
| Classe 3                   | Feng Panfeng (CHN)                        | Thomas Schmidberger (GER)                              | Jenson van Emburgh (USA)                                 |  |  |  |
| Classe 4                   | Abdullah Ozturk (TUR)                     | Kim Young-gun (KOR)                                    | Maxime Thomas (FRA)                                      |  |  |  |
| Classe 4                   | Abdullah Ozturk (TUR)                     | Kim Young-gun (KOR)                                    | Nesim Turan (TUR)                                        |  |  |  |
| Classe 5                   | Valentin Baus (GER)                       | Cao Ningning (CHN)                                     | Jack Hunter Spivey (GBR)                                 |  |  |  |
| Classe 5                   | Valentin Baus (GER)                       | Cao Ningning (CHN)                                     | Ali Ozturk (TUR)                                         |  |  |  |
| Par équipes - classes 1-2  | France Fabien Lamirault Stéphane Molliens | Corée du Sud Park Jin-cheol Cha Soo-yong               | Slovaquie Martin Ludrovský Ján Riapoš                    |  |  |  |
| Par équipes - classes 1-2  | France Fabien Lamirault Stéphane Molliens | Corée du Sud Park Jin-cheol Cha Soo-yong               | Pologne Rafał Czuper Tomasz Jakimczuk                    |  |  |  |
| Par équipes - classe 3     | Chine Feng Panfeng Zhai Xiang Zhao Ping   | Allemagne Thomas Brüchle Thomas Schmidberger           | Tchéquie Petr Svatoš Jiři Suchánek                       |  |  |  |
| Par équipes - classe 3     | Chine Feng Panfeng Zhai Xiang Zhao Ping   | Allemagne Thomas Brüchle Thomas Schmidberger           | Thaïlande Anurak Laowong Yuttajak Glinbancheun           |  |  |  |
| Par équipes - classes 4-5  | Chine Cao Ningning Guo Xingyuan Zhang Yan | Corée du Sud Kim Jung-gil Kim Young-gun Baek Young-bok | Slovaquie Boris Trávníček Peter Mihalik                  |  |  |  |
| Par équipes - classes 4-5  | Chine Cao Ningning Guo Xingyuan Zhang Yan | Corée du Sud Kim Jung-gil Kim Young-gun Baek Young-bok | France Florian Merrien Maxime Thomas Nicolas Savant-Aira |  |  |  |
|                            |                                           |                                                        |                                                          |  |  |  |
| Classe 6                   | Ian Seidenfeld (USA)                      | Peter Rosenmeier (DEN)                                 | Rungroj Thainiyom (THA)                                  |  |  |  |
| Classe 6                   | Ian Seidenfeld (USA)                      | Peter Rosenmeier (DEN)                                 | Paul Karabardak (GBR)                                    |  |  |  |
| Classe 7                   | Yan Shuo (CHN)                            | William Bayley (GBR)                                   | Liao Keli (CHN)                                          |  |  |  |
| Classe 7                   | Yan Shuo (CHN)                            | William Bayley (GBR)                                   | Yan Shuo (CHN)                                           |  |  |  |
| Classe 8                   | Zhao Shuai (CHN)                          | Viktor Didoukh (UKR)                                   | Maksym Nikolenko (UKR)                                   |  |  |  |
| Classe 8                   | Zhao Shuai (CHN)                          | Viktor Didoukh (UKR)                                   | Peng Weinan (CHN)                                        |  |  |  |
| Classe 9                   | Laurens Devos (BEL)                       | Ma Lin (AUS)                                           | Ivan Mai (UKR)                                           |  |  |  |
| Classe 9                   | Laurens Devos (BEL)                       | Ma Lin (AUS)                                           | Iurii Nozdrunov (RPC)                                    |  |  |  |
| Classe 10                  | Patryk Chojnowski (POL)                   | Matéo Bohéas (FRA)                                     | David Jacobs (INA)                                       |  |  |  |
| Classe 10                  | Patryk Chojnowski (POL)                   | Matéo Bohéas (FRA)                                     | Filip Radovic (MNE)                                      |  |  |  |
| Par équipes - classes 6-7  | Chine Liao Keli Yan Shuo Chen Chao        | Grande-Bretagne William Bayley Paul Karabardak         | Allemagne Thomas Rau Björn Schnake                       |  |  |  |
| Par équipes - classes 6-7  | Chine Liao Keli Yan Shuo Chen Chao        | Grande-Bretagne William Bayley Paul Karabardak         | Espagne Jordi Morales Álvaro Valera                      |  |  |  |
| Par équipes - classe 8     | Chine Zhao Shuai Peng Weinan Ye Chaoqunk  | Ukraine Viktor Didoukh Maksym Nikolenko                | France Thomas Bouvais Clément Berthier                   |  |  |  |
| Par équipes - classe 8     | Chine Zhao Shuai Peng Weinan Ye Chaoqunk  | Ukraine Viktor Didoukh Maksym Nikolenko                | Grande-Bretagne Ross Wilson Aaron McKibbin               |  |  |  |
| Par équipes - classes 9-10 | Chine Lian Hao Zhao Yi Qing               | Australie Ma Lin Joel Coughlan Nathan Pellissier       | Ukraine Ivan Mai Lev Kats                                |  |  |  |
| Par équipes - classes 9-10 | Chine Lian Hao Zhao Yi Qing               | Australie Ma Lin Joel Coughlan Nathan Pellissier       | Nigeria Tajudeen Agunbiade Alabi Olufemi                 |  |  |  |
|                            |                                           |                                                        |                                                          |  |  |  |
| Classe 11                  | Peter Palos (HUN)                         | Samuel Philip von Einem (AUS)                          | Florian van Acker (BEL)                                  |  |  |  |
| Classe 11                  | Peter Palos (HUN)                         | Samuel Philip von Einem (AUS)                          | Lucas Créange (FRA)                                      |  |  |  |

### Podiums féminins
| Classe 1-2                 | Liu Jing (CHN)                            | Seo Su-yeon (KOR)                              | Nadezhda Pushpasheva (RPC)                  |  |  |  |
| Classe 1-2                 | Liu Jing (CHN)                            | Seo Su-yeon (KOR)                              | Cátia Oliveira (BRA)                        |  |  |  |
| Classe 3                   | Xue Juan (CHN)                            | Alena Kánová (SVK)                             | Yoon Ji-yu (KOR)                            |  |  |  |
| Classe 3                   | Xue Juan (CHN)                            | Alena Kánová (SVK)                             | Lee Mi-gyu (KOR)                            |  |  |  |
| Classe 4                   | Zhou Ying (CHN)                           | Bhavina Patel (IND)                            | Zhang Miao (CHN)                            |  |  |  |
| Classe 4                   | Zhou Ying (CHN)                           | Bhavina Patel (IND)                            | Gu Xiaodan (CHN)                            |  |  |  |
| Classe 5                   | Zhang Bian (CHN)                          | Pan Jiamin (CHN)                               | Khetam Abu Awad (JOR)                       |  |  |  |
| Classe 5                   | Zhang Bian (CHN)                          | Pan Jiamin (CHN)                               | Jung Young-a (KOR)                          |  |  |  |
| Par équipes - classes 1-3  | Chine Xue Juan Li Qian Liu Jing           | Corée du Sud Yoon Ji-yu Lee Mi-gyu Seo Su-yeon | Italie Michela Brunelli Giada Rossi         |  |  |  |
| Par équipes - classes 1-3  | Chine Xue Juan Li Qian Liu Jing           | Corée du Sud Yoon Ji-yu Lee Mi-gyu Seo Su-yeon | Croatie Anđela Mužinić Helena Dretar Karić  |  |  |  |
| Par équipes - classes 4-5  | Chine Zhou Ying Zhang Miao Zhang Bian     | Suède Anna-Carin Ahlquist Ingela Lundbäck      | Grande-Bretagne Megan Shackleton Sue Bailey |  |  |  |
| Par équipes - classes 4-5  | Chine Zhou Ying Zhang Miao Zhang Bian     | Suède Anna-Carin Ahlquist Ingela Lundbäck      | Serbie Borislava Perić Nada Matić           |  |  |  |
|                            |                                           |                                                |                                             |  |  |  |
| Classe 6                   | Maryna Lytovchenko (UKR)                  | Maliak Alieva (RPC)                            | Stephanie Grebe (GER)                       |  |  |  |
| Classe 6                   | Maryna Lytovchenko (UKR)                  | Maliak Alieva (RPC)                            | Raïssa Tchebanika (RPC)                     |  |  |  |
| Classe 7                   | Kelly van Zon (NED)                       | Viktoriia Safonova (RPC)                       | Kübra Korkut (TUR)                          |  |  |  |
| Classe 7                   | Kelly van Zon (NED)                       | Viktoriia Safonova (RPC)                       | Anne Barnéoud (FRA)                         |  |  |  |
| Classe 8                   | Mao Jingdian (CHN)                        | Huang Wenjuan (CHN)                            | Thu Kamkasomphou (FRA)                      |  |  |  |
| Classe 8                   | Mao Jingdian (CHN)                        | Huang Wenjuan (CHN)                            | Aida Dahlen (NOR)                           |  |  |  |
| Classe 9                   | Lei Lina (AUS)                            | Xiong Guiyan (CHN)                             | Alexa Szvitacs (HUN)                        |  |  |  |
| Classe 9                   | Lei Lina (AUS)                            | Xiong Guiyan (CHN)                             | Karolina Pęk (POL)                          |  |  |  |
| Classe 10                  | Yang Qian (AUS)                           | Bruna Costa Alexandre (BRA)                    | Tian Shiau-wen (TPE)                        |  |  |  |
| Classe 10                  | Yang Qian (AUS)                           | Bruna Costa Alexandre (BRA)                    | Natalia Partyka (POL)                       |  |  |  |
| Par équipes - classes 6-8  | Chine Mao Jingdian Huang Wenjuan Wang Rui | Pays-Bas Frederique van Hoof Kelly van Zon     | France Anne Barnéoud Thu Kamkasomphou       |  |  |  |
| Par équipes - classes 6-8  | Chine Mao Jingdian Huang Wenjuan Wang Rui | Pays-Bas Frederique van Hoof Kelly van Zon     | RPC Viktoriia Safonova Maliak Alieva        |  |  |  |
| Par équipes - classes 9-10 | Pologne Natalia Partyka Karolina Pęk      | Australie Yang Qian Melissa Tapper Lei Lina    | Brésil Bruna Costa Alexandre Danielle Rauen |  |  |  |
| Par équipes - classes 9-10 | Pologne Natalia Partyka Karolina Pęk      | Australie Yang Qian Melissa Tapper Lei Lina    | Chine Zhao Xiaojing Xiong Guiyan            |  |  |  |
|                            |                                           |                                                |                                             |  |  |  |
| Classe 11                  | Ielena Prokofieva (RPC)                   | Léa Ferney (FRA)                               | Maki Ito (JPN)                              |  |  |  |
| Classe 11                  | Ielena Prokofieva (RPC)                   | Léa Ferney (FRA)                               | Wong Ting Ting (HKG)                        |  |  |  |

### Tableau des médailles
| Rang  | Nation                    | Or | Argent | Bronze | Total |
| ----- | ------------------------- | -- | ------ | ------ | ----- |
| 1     | Chine                     | 16 | 4      | 7      | 27    |
| 2     | Australie                 | 2  | 4      |        | 6     |
| 3     | France                    | 2  | 2      | 7      | 11    |
| 4     | Pologne                   | 2  | 1      | 3      | 6     |
| 5     | Corée du Sud              | 1  | 6      | 6      | 13    |
| 6     | Comité paralympique russe | 1  | 2      | 4      | 7     |
| 7     | Ukraine                   | 1  | 2      | 3      | 6     |
| 8     | Allemagne                 | 1  | 2      | 2      | 5     |
| 9     | Pays-Bas                  | 1  | 1      |        | 2     |
| 10    | Turquie                   | 1  |        | 3      | 4     |
| 11    | Belgique                  | 1  |        | 1      | 2     |
| 11    | États-Unis                | 1  |        | 1      | 2     |
| 11    | Hongrie                   | 1  |        | 1      | 2     |
| 14    | Grande-Bretagne           |    | 2      | 5      | 7     |
| 15    | Slovaquie                 |    | 1      | 2      | 3     |
| 16    | Danemark                  |    | 1      |        | 1     |
| 17    | Serbie                    |    |        | 2      | 2     |
| 17    | Thaïlande                 |    |        | 2      | 2     |
| 19    | Brésil                    |    | 1      | 1      | 2     |
| 20    | Inde                      |    | 1      |        | 1     |
| 20    | Suède                     |    | 1      |        | 1     |
| 22    | Croatie                   |    |        | 1      | 1     |
| 22    | Espagne                   |    |        | 1      | 1     |
| 22    | Hong Kong                 |    |        | 1      | 1     |
| 22    | Italie                    |    |        | 1      | 1     |
| 22    | Indonésie                 |    |        | 1      | 1     |
| 22    | Japon                     |    |        | 1      | 1     |
| 22    | Jordanie                  |    |        | 1      | 1     |
| 22    | Monténégro                |    |        | 1      | 1     |
| 22    | Nigeria                   |    |        | 1      | 1     |
| 22    | Norvège                   |    |        | 1      | 1     |
| 22    | Taipei chinois            |    |        | 1      | 1     |
| 22    | Tchéquie                  |    |        | 1      | 1     |
| Total | Total                     | 31 | 31     | 62     | 124   |